# Roncus binaghii
Roncus binaghii är en spindeldjursart som beskrevs av Giulio Gardini 1991. Roncus binaghii ingår i släktet Roncus och familjen helplåtklokrypare. Inga underarter finns listade i Catalogue of Life.